# Obrenovac (općina)
Općina Obrenovac (srpski: Општина Обреновац) je općina u sastavu grada Beograda u Srbiji.

## Stanovništvo
Prema popisu stanovništva iz 2002. godine općina je imala 70.975 stanovnika.

## Administrativna podjela
Općina Obrenovac ima površinu od 441 kvadratnih kilometara te je podjeljena na 29 naselja.
Baljevac • Barič • Belo Polje • Brgulice • Brović • Veliko Polje • Vukićevica • Grabovac • Draževac • Dren • Zabrežje • Zvečka • Jasenak • Konatice • Krtinska • Ljubinić • Mala Moštanica • Mislođin • Obrenovac • Orašac • Piroman • Poljane • Ratari • Rvati • Skela • Stubline • Trstenica • Urovci • Ušće

## Vanjske poveznice
- Informacije o općini